# Elecciones generales de Saba de 1983
Elecciones generales tuvieron lugar en Saba el 6 de mayo de 1983. El resultado fue una victoria para el Movimiento Popular de las Islas de Barlovento, el cual ganó cuatro de los cinco escaños en el Consejo de la Isla.

## Resultados
| Partido                                  | Votos | %     | Escaños | +/–   |
| ---------------------------------------- | ----- | ----- | ------- | ----- |
| Movimiento Popular de las Islas Windward | 470   | 77,43 | 4       | -1    |
| Partido Unido de Saba                    | 137   | 22,57 | 1       | Nuevo |
| Votos en blanco/nulos                    |       |       | –       | –     |
| Total                                    | 607   | 100   | 5       | 0     |
| Electores registrados/participación      |       |       | –       | –     |
| Fuente: Johnson                          |       |       |         |       |